# Liste des chefs du génie de l'United States Army
 (janvier 2023).
Le chef du génie en (en anglais : Chief of Engineers) est un officier de l'état-major de l'armée au Pentagone, le chef conseil de l'armée sur  les questions du génie et sert en tant que topographe de l'armée et avocat des programmes du génie sur les aspects immobiliers et d'autres aspects connexes. 
Le chef du génie est le soldat du génie de plus haut rang du département de la Défense, responsable de l'intégration de tous les aspects du combat, généraux, et d'ingénierie géospatiales dans la Joint Force.
Le chef du génie commande également le Corps du génie de l'armée des États-Unis. En tant que commandant de cette arme, il dirige un important commandement de l'armée qui est la plus grande agence d'ingénierie publique, de conception et de construction du monde. Ce bureau définit la politique et l'orientation et les plans de direction pour les organismes dans le corps. Le chef du génie détient actuellement le grade de lieutenant-général, mais dans le passé, a été tenu par des officiers du grade de commandant.
La supervision civile du chef du génie est assurée par le secrétaire adjoint de l'armée (travaux de génie civil).

## Chefs du génie
| Image                       | Grade              | Nom                         | Prise de fonction | Fin de fonction   | Notes |
| --------------------------- | ------------------ | --------------------------- | ----------------- | ----------------- | ----- |
|                             | Colonel            | Richard Gridley             | 1er juin 1775     | 1er avril 1776    | a[›]  |
| Rufus Putnam                | Lieutenant colonel | Rufus Putnam                | 2 avril 1776      | 1er décembre 1776 | a[›]  |
| Louis Lebègue Duportail     | Brigadier général  | Louis Lebègue Duportail     | 22 juillet 1777   | 10 octobre 1783   | a[›]  |
|                             | Lieutenant colonel | Stephen Rochefontaine       | 26 février 1795   | 7 mai 1798        | a[›]  |
| Henry Burbeck               | Commandant         | Henry Burbeck               | 7 mai 1798        | 1er avril 1802    | a[›]  |
| Jonathan Williams           | Colonel            | Jonathan Williams           | 1er avril 1802    | 20 juin 1803      | a[›]  |
| Jonathan Williams           | Colonel            | Jonathan Williams           | 19 avril 1805     | 31 juillet 1812   | a[›]  |
| Joseph Gardner Swift        | Colonel            | Joseph Gardner Swift        | 31 juillet 1812   | 12 novembre 1818  | a[›]  |
| Walker Keith Armistead      | Colonel            | Walker Keith Armistead      | 12 novembre 1818  | 1er juin 1821     | a[›]  |
| Alexander Macomb            | Colonel            | Alexander Macomb            | 1er juin 1821     | 24 mai 1828       | a[›]  |
| Charles Gratiot             | Colonel            | Charles Gratiot             | 24 mai 1828       | 6 décembre 1838   | a[›]  |
| Joseph Gilbert Totten       | Colonel            | Joseph Gilbert Totten       | 6 décembre 1838   | 22 avril 1864     | a[›]  |
| Richard Delafield           | Brigadier général  | Richard Delafield           | 22 avril 1864     | 8 août 1866       | a[›]  |
| Andrew Atkinson Humphreys   | Brigadier général  | Andrew Atkinson Humphreys   | 8 août 1866       | 30 juin 1879      | a[›]  |
| Horatio Wright              | Brigadier général  | Horatio Gouverneur Wright   | 30 juin 1879      | 6 mars 1884       | a[›]  |
| John Newton                 | Brigadier général  | John Newton                 | 6 mars 1884       | 27 août 1886      | a[›]  |
| James Chatham Duane         | Brigadier général  | James Chatham Duane         | 11 octobre 1886   | 30 juin 1888      | a[›]  |
| Thomas Lincoln Casey, Sr.   | Brigadier général  | Thomas Lincoln Casey, Sr.   | 6 juillet 1888    | 10 mai 1895       | a[›]  |
| William Price Craighill     | Brigadier général  | William Price Craighill     | 10 mai 1895       | 1er février 1897  | a[›]  |
| John Moulder Wilson         | Brigadier général  | John Moulder Wilson         | 1er février 1897  | 30 avril 1901     | a[›]  |
| Henry Martyn Robert         | Brigadier général  | Henry Martyn Robert         | 30 avril 1901     | 2 mai 1901        | a[›]  |
| John W. Barlow              | Brigadier général  | John W. Barlow              | 2 mai 1901        | 3 mai 1901        | a[›]  |
| George Lewis Gillespie, Jr. | Brigadier général  | George Lewis Gillespie, Jr. | 3 mai 1901        | 23 janvier 1904   | a[›]  |
| Alexander Mackenzie         | Brigadier général  | Alexander Mackenzie         | 23 janvier 1904   | 25 mai 1908       | a[›]  |
| William Louis Marshall      | Brigadier général  | William Louis Marshall      | 2 juillet 1908    | 11 juin 1910      | a[›]  |
| William Herbert Bixby       | Brigadier général  | William Herbert Bixby       | 12 juin 1910      | 11 août 1913      | a[›]  |
| William Trent Rossell       | Brigadier général  | William Trent Rossell       | 12 août 1913      | 11 octobre 1913   | a[›]  |
| Dan Christie Kingman        | Brigadier général  | Dan Christie Kingman        | 12 octobre 1913   | 6 mars 1916       | a[›]  |
| William Murray Black        | Major général      | William Murray Black        | 7 mars 1916       | 31 octobre 1919   | a[›]  |
| Lansing Hoskins Beach       | Major général      | Lansing Hoskins Beach       | 10 février 1920   | 18 juin 1924      | a[›]  |
| Harry Taylor                | Major général      | Harry Taylor                | 19 juin 1924      | 26 juin 1926      | a[›]  |
| Edgar Jadwin                | Major général      | Edgar Jadwin                | 27 juin 1926      | 7 août 1929       | a[›]  |
| Lytle Brown                 | Major général      | Lytle Brown                 | 1er octobre 1929  | 1er octobre 1933  | a[›]  |
| Edward Murphy Markham       | Major général      | Edward Murphy Markham       | 1er octobre 1933  | 18 octobre 1937   | a[›]  |
| Julian Larcombe Schley      | Major général      | Julian Larcombe Schley      | 18 octobre 1937   | 1er octobre 1941  | a[›]  |
| Eugene Reybold              | Lieutenant général | Eugene Reybold              | 1er octobre 1941  | 30 septembre 1945 | a[›]  |
|                             | Lieutenant général | Raymond Albert Wheeler      | 4 octobre 1945    | 28 février 1949   | a[›]  |
| Lewis A. Pick               | Lieutenant général | Lewis A. Pick               | 1er mars 1949     | 26 janvier 1953   | a[›]  |
| Samuel D. Sturgis, Jr.      | Lieutenant général | Samuel D. Sturgis, Jr.      | 17 mars 1953      | 30 septembre 1956 | a[›]  |
| Emerson C. Itschner         | Lieutenant général | Emerson C. Itschner         | 1er octobre 1956  | 27 mars 1961      | a[›]  |
| Walter K. Wilson, Jr.       | Lieutenant général | Walter K. Wilson, Jr.       | 19 mai 1961       | 1er juillet 1965  | a[›]  |
| William F. Cassidy          | Lieutenant général | William F. Cassidy          | 1er juillet 1965  | 31 juillet 1969   | a[›]  |
| Frederick J. Clarke         | Lieutenant général | Frederick J. Clarke         | 1er août 1969     | 31 juillet 1973   | a[›]  |
| William C. Gribble, Jr.     | Lieutenant général | William C. Gribble, Jr.     | 1er août 1973     | 30 juillet 1976   | a[›]  |
| John W. Morris              | Lieutenant général | John W. Morris              | 1er juillet 1976  | 30 septembre 1980 | a[›]  |
| Joseph K. Bratton           | Lieutenant général | Joseph K. Bratton           | 1er octobre 1980  | 14 septembre 1984 | a[›]  |
| Elvin R. Heiberg III        | Lieutenant général | Elvin R. Heiberg III        | 14 septembre 1984 | 31 mai 1988       | a[›]  |
| Henry J. Hatch              | Lieutenant général | Henry J. Hatch              | 17 juin 1988      | 4 juin 1992       | a[›]  |
| Arthur E. Williams          | Lieutenant général | Arthur E. Williams          | 24 août 1992      | 30 juin 1996      | a[›]  |
| Joe Nathan Ballard          | Lieutenant général | Joe Nathan Ballard          | 1er octobre 1996  | 2 août 2000       | a[›]  |
| Robert B. Flowers           | Lieutenant général | Robert B. Flowers           | 23 octobre 2000   | 1er juillet 2004  | a[›]  |
| Carl A. Strock              | Lieutenant général | Carl A. Strock              | 1er juillet 2004  | 17 mai 2007       | a[›]  |
| Robert L. Van Antwerp, Jr.  | Lieutenant général | Robert L. Van Antwerp, Jr.  | 17 mai 2007       | 17 juin 2011      | a[›]  |
| Merdith W.B. (Bo) Temple    | Major général      | Merdith W.B. Temple         | 17 juin 2011      | 22 mai 2012       | a[›]  |
| Thomas P. Bostick           | Lieutenant général | Thomas P. Bostick           | 22 mai 2012       | 19 mai 2016       | a[›]  |
| Todd T. Semonite            | Lieutenant général | Todd T. Semonite            | 19 mai 2016       | 10 septembre 2020 | a[›]  |
| Scott A. Spellmon           | Lieutenant général | Scott A. Spellmon           | 10 septembre 2020 | 13 septembre 2024 |       |
| William H. Graham Jr        | Lieutenant général | William H. Graham Jr.       | 13 septembre 2024 | actuel            |       |